# Soviet Soviet
Soviet Soviet es un grupo de post-punk revival de Italia formado por Andrea Giometti (voz y bajo), Matteo Tegu (guitarra) y Alessandro Ferri (batería).

## Discografía

### Álbumes
- Split ft. Frank (just Frank) (2010), Mannequin
- Summer, Jesus (2011), Tannen Records
- Nice (2011), Tannen Records
- Fate (2013), Felte
- Endless (2016), Felte

### Extended play
- No Title (2009)
- Soviet Soviet (2009)
- Together Remix / Ecstasy Remix (2015)[2]
- Ghost (2019)
- Ghost Remix (2020)